# Anamenia borealis
Anamenia borealis är en blötdjursart som först beskrevs av Johan Koren och Daniel Cornelius Danielssen 1877.  Anamenia borealis ingår i släktet Anamenia och familjen Strophomeniidae. Inga underarter finns listade i Catalogue of Life.